# Richard Lehmann (Industrieller)

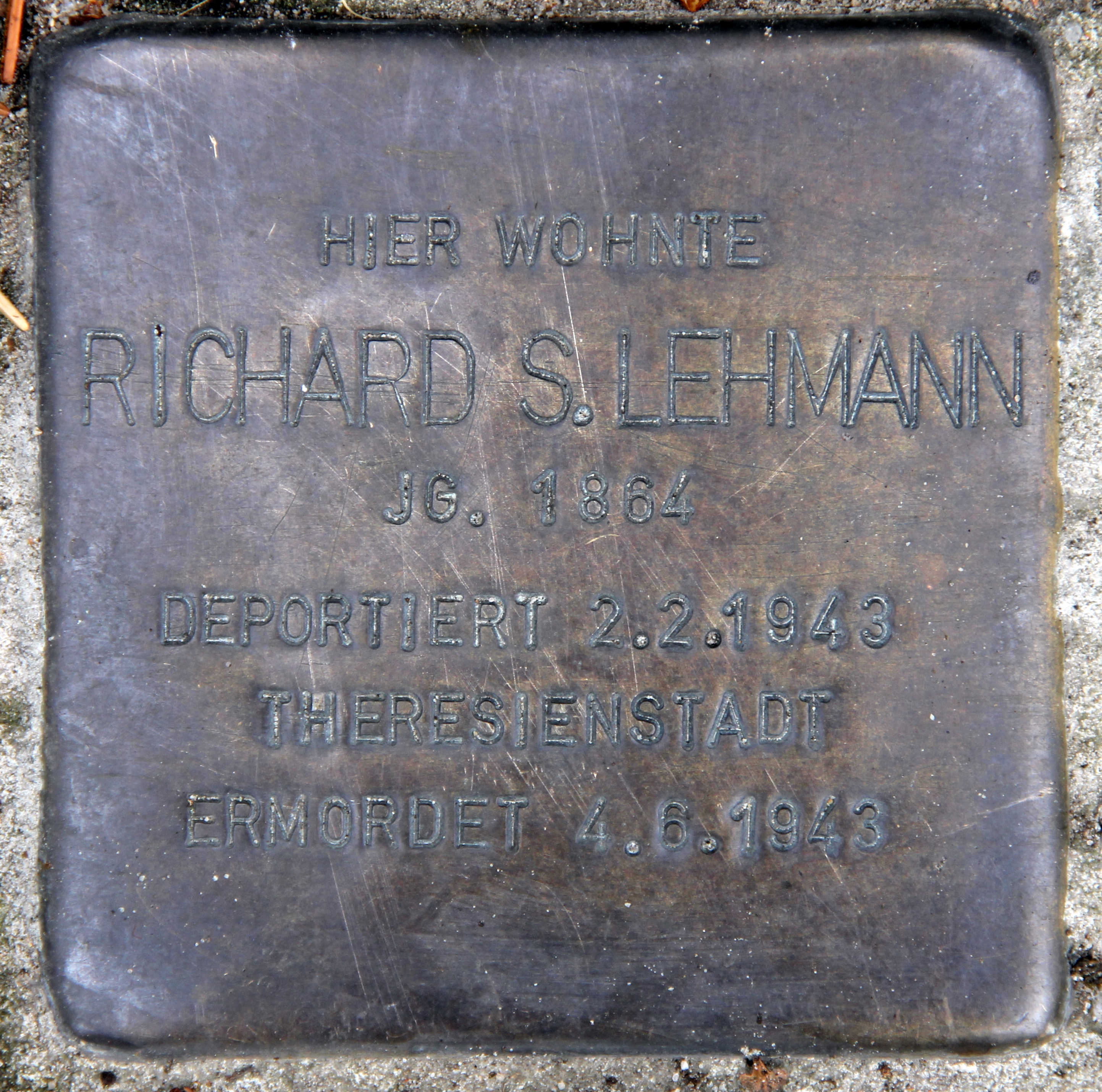
Stolperstein für Richard Lehmann in Berlin-Westend

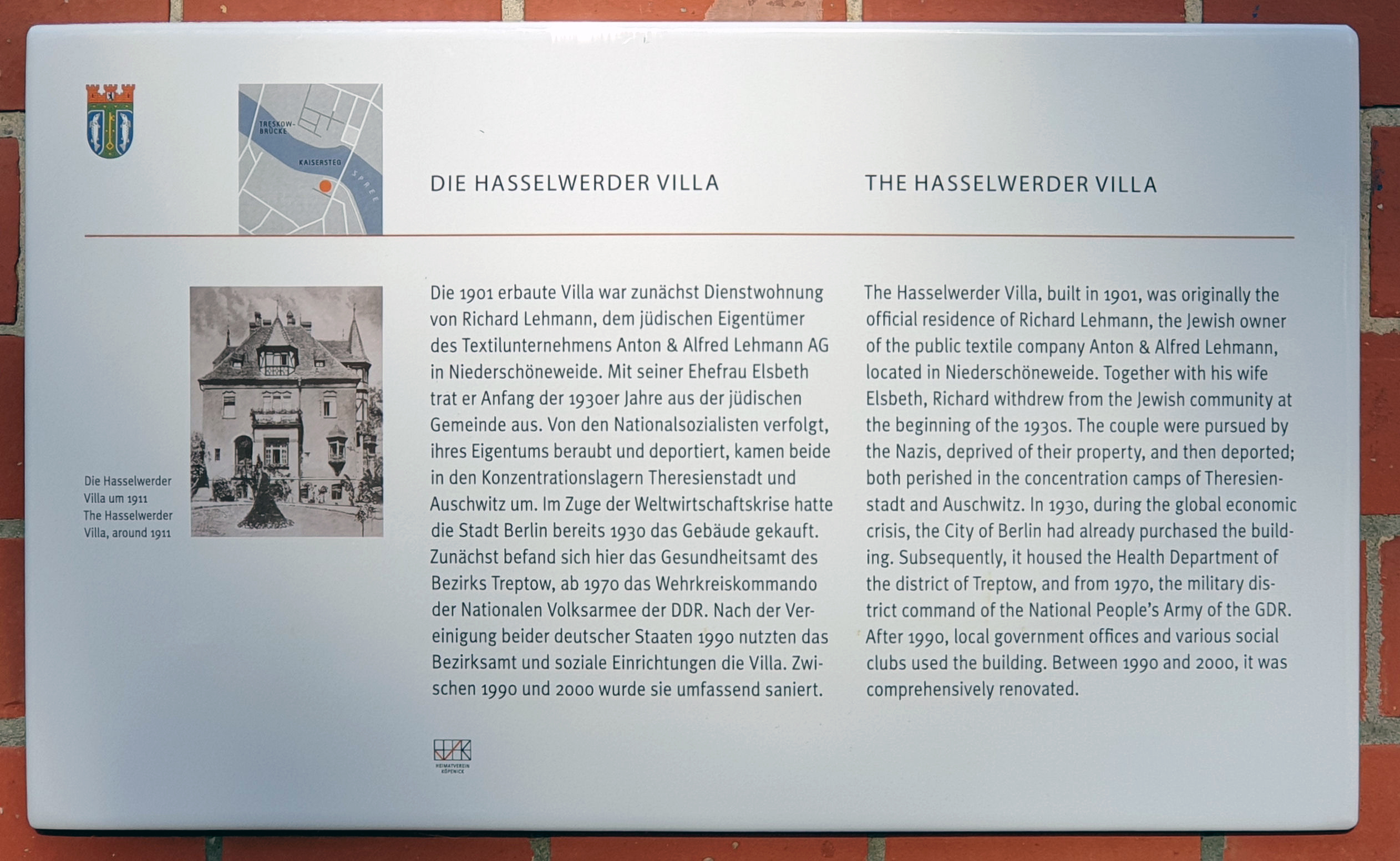
Gedenktafel an der Hasselwerder Villa, in Berlin-Niederschöneweide

Richard Salomon Lehmann (* 22. April 1864 in Berlin; † 4. Juni 1943 in Theresienstadt) war ein deutscher Ingenieur und Unternehmer.

## Leben
Richard Lehmann, Sohn von Anton Lehmann (1834–1899) und dessen Ehefrau Clara Therese Lehmann, geborene Liebermann (1841–1942), besuchte das Friedrichs-Gymnasium Berlin. Danach lernte er in der Schal- und Tuchfabrik Anton & Alfred Lehmann AG in Berlin-Niederschöneweide, die von seinem Vater und dessen Bruder Alfred mitbegründet wurde. Darauf studierte Lehmann Chemie und Maschinenbau an der Technischen Hochschule Karlsruhe, besonders bei Carl Engler. Dort wurde er 1882 Mitglied der Burschenschaft Germania Karlsruhe (heute Teutonia).
Im Jahre 1886, nach Beendigung seiner Studien, reiste Lehmann nach Großbritannien. Bis 1887 war er dort als Färbergeselle tätig. Durch Abendkurse vertiefte er seine Kenntnisse in der Färberei und Weberei. 1888 wurde Lehmann Abteilungsleiter in der Fabrik seines Vaters. 1890 wurde er Direktor, und vier Jahre später Generaldirektor. 1891 trat er der Gesellschaft der Freunde bei.
Die Tochter Edith, 1892 geboren, floh mit ihrer Familie 1939 nach Großbritannien. Der Sohn Hans Lehmann, 1895 geboren, starb 1928 und wurde in einem heute noch bestehenden Erbbegräbnis auf dem Waldfriedhof Oberschöneweide, nahe dem Erbbegräbnis der mit Lehmanns verwandten Familie Rathenau beigesetzt.
Richard Lehmann war Mitglied der Handelskammer zu Berlin seit ihrer Gründung. Diese verlieh ihm anlässlich ihres 25. Jubiläums die bronzene Medaille. Lehmann war erster Vorsitzender des Verbandes Deutscher Krimmer- und Wollplüsch-Fabrikanten e.V., Vorstandsmitglied der Norddeutschen Textil-Berufsgenossenschaft und Mitglied der Kaiser-Wilhelm-Gesellschaft.
Lehmann wurde als Jude während der Zeit des Nationalsozialismus verfolgt. Die Gestapo verschleppte ihn und seine Frau am 15. Dezember 1942 ins Jüdische Krankenhaus im Wedding. Am 2. Februar wurde das Ehepaar in das KZ Theresienstadt transportiert, wo Lehmann am 4. Juni starb. Am 4. Juni 1943 wurde Elsbeth Lehmann in das Vernichtungslager Auschwitz deportiert, wo sie vermutlich bald nach der Ankunft ermordet worden ist.

## Gedenken
Am 8. September 2009 wurden vor seinem ehemaligen Wohnort, Berlin-Westend, Falterweg 13, Stolpersteine für seine Ehefrau und ihn verlegt.
Am 11. Oktober 2022 wurde an der Hasselwerder Villa, Berlin-Niederschöneweide, Hasselwerderstraße 22, eine Gedenktafel enthüllt.